# حلوى بحرينية
الحلوى البحرينية، هي حلوى شعبية مشهورة في الخليج العربي. تتكون من النشا والسكر والزيت أساساً، ويُضاف إليها المكسرات والزعفران وماء الورد والهيل. اشتهرت بصناعتها عائلة شويطر والحلواجي البحرينية. من أشهر صانعي الحلوى في تاريخ البحرين جاسم شويطر وحسين شويطر وعبدالحسين الحلواجي.